# Kötschachkaralm
Die Kötschachkaralm ist eine Alm in der Gemeinde Bad Gastein im österreichischen Bundesland Salzburg.

## Lage und Charakteristik
Die Kötschachkaralm liegt an den nordwestlichen Berghängen des Flugkopfs in der Ankogelgruppe. Sie gehört zur Ortschaft Bad Gastein und zur Katastralgemeinde Remsach. Die eigentliche Almhütte, die sich auf einer Höhe von 1999 m ü. A. befindet, ist bis auf einen anschließenden kleinen Wetterunterstand verfallen. Über die Kötschachkaralm fließt mit dem Döferlbach ein rechtsseitiger Nebenbach des Kötschachbaches.
Das Areal ist Teil des Landschaftsschutzgebiets Gasteiner-Tal. Östlich und südlich der Alm erstreckt sich die Gamswild-Ruhezone Flugkopf, die von 1. Dezember bis 31. Mai nicht betreten werden darf.

## Geschichte
Im von 1823 bis 1830 erstellten Franziszeischen Kataster ist die Alm einschließlich der Almhütte als Köttschacherkaar Alpe verzeichnet. Die Almhütte verfiel später. Im Jahr 2002 wurde eine Materialseilbahn auf der Kötschachkaralm errichtet.